# Jochen Danneberg
Jochen Danneberg, född 9 april 1953 i Halberstadt i Östtyskland, är en tysk tidigare backhoppare och nuvarande idrottsledare.
Han tävlade för ASK Vorwärts Oberhof, Oberhof och Östtyskland (DDR).

## Karriär
Jochen Danneberg tävlade internationellt från 1973 till 1980. Han blev DDR-mästare två gånger i normalbacken (1976 og 1979) och bronsmedaljör 1974. I stora backen blev Danneberg tvåa 1976 och 1978 i DDR-mästerskapen. 
Två år i rad vann Danneberg tysk-österrikiska backhopparveckan (1975/1976 och 1976/1977). Säsongen 1975/1976 vann österrikaren Toni Innauertre av de fyra deltävlingarna i backhopparveckan. Jochen Danneberg vann deltävlingen i Bergiselbacken i Innsbruck og hela backhopparveckan totalt före fyra österrikare. (Toni Innauer blev nummer 4 totalt efter misslyckandet i Bergiselbacken där han blev nummer 24).
I säsongen 1976/1977 segrade Danneberg åter i backhopparveckan totalt efter att han blev nummer 2 i Schattenbergbacken i Oberstdorf, vann i Große Olympiaschanze i Garmisch-Partenkirchen, blev nummer 6 i Innsbruck och fick tredjeplatsen i Paul-Ausserleitner-Schanze i Bischofshofen. (DDR hade 3 backhoppare bland de 5 bästa i backhopparveckan 1976/1977.)
Jochen Danneberg tävlade i backhopparveckan säsongen 1977/1978 och vann deltävlingen i Partenkirchen och blev nummer 6 i Oberstdorf. Han lyckades dock inte komma bland de 6 bästa i sammandraget även om DDR hade 5 hoppare bland de 6 bästa. Säsongen 1978/1979 blev Danneberg nummer tre i den totala backhopparveckan. Han blev nummer 2 i deltävlingen Oberstdorf och nummer 3 i Innsbruck. Säsongen 1979/1980 i backhopparveckan startade bra för Jochen Danneberg då han vann första deltävlingen i Oberstdorf. Seden misslyckades han i resten av backhopparveckan då han i de sista tre deltävlingarna blev nummer 28, 17 och 14.
Dannebergs kanske största framgång kom i OS i Innsbruck 1976 i normalbacken där han tog silvermedaljen 5,8 poäng efter vinnaren, landsmannen Hans-Georg Aschenbach. I stora backen blev Danneberg nummer 4, bara 0,1 poäng (minsta möjliga marginal) från prispallen. Jochen Danneberg deltog också i OS i Lake Placid 1980. Han blev nummer 20 i båda backarna.

## Senare Karriär
Efter avslutad idrottskarriär har Jochen Danneberg verkad som backhoppstränare. I perioden 1995 till 2007 var han tränare för tyska, schweiziska och sydkoreanska A-landslagen i backhoppning. Sedan har han verkat i USA. Han har som mål att genom den från amerikanska skidförbundet oavhängiga organisationen Ski Jumping Development USA (i samarbete med USSA Ski Jumping & Nordic Combined Sport Committee), utveckla nya amerikanska backhoppningstalanger och föra USA mot världseliten i backhoppning.